# Montreuil-Bellay
Montreuil-Bellay [mɔ̃tʁœj bɛlɛ] ist eine französische Gemeinde mit 3.716 Einwohnern (Stand 1. Januar 2022) im Département Maine-et-Loire in der Region Pays de la Loire. Sie gehört zum Arrondissement Saumur und zum Kanton Doué-en-Anjou.

## Geographie
Die Gemeinde Montreuil-Bellay liegt an der Grenze zu den Départements Vienne und Deux-Sèvres am Fluss Thouet, in den hier auch sein Zufluss Losse einmündet, 16 Kilometer südsüdwestlich von Saumur. Nachbargemeinden von Montreuil-Bellay sind Le Coudray-Macouard und Saint-Just-sur-Dive im Norden, Brézé im Nordosten, Épieds im Osten, Pouançay im Südosten, Antoigné im Süden, Saint-Martin-de-Sanzay im Südwesten, Vaudelnay und Le Puy-Notre-Dame im Westen sowie Cizay-la-Madeleine im Nordwesten. Das Gemeindegebiet ist Bestandteil des Regionalen Naturparks Loire-Anjou-Touraine.

## Geschichte

### Mittelalter und frühe Neuzeit
Seit dem 11. Jahrhundert ist ein kleines Kloster bezeugt; es lag in der Nähe einer Furt über den Thouet, dort wo heute die Unterstadt liegt. Die Pfarrkirche Saint-Pierre wurde wenig später errichtet, in der Nähe des zwischen 1097 und 1103 gegründeten Priorates Saint-Nicolas, genannt „Les Nobis“. Um 1026 ließ Fulko Nerra, der Graf von Anjou, einen Donjon errichten, der den Kern der heutigen Oberstadt bildete, den er Berlay, einem seiner Vasallen, übergab, nach dem die Stadt jetzt benannt ist.
Die Nachkommen Berlays hielten unter heftigen Kämpfen gegen ihren Lehnsherrn die Domäne bis 1217. Die neuen Besitzer waren das Haus Melun, die sich zwei Jahrhunderte halten konnten, dann folgte das Haus Harcourt, von denen die Burg und die Stadtmauern stammen. Montreuil-Bellay war eine von 32 befestigten Städten (Ville close) des Anjou.
Im Ancien Régime wurde Montreuil-Bellay Hauptort von 57 Pfarrgemeinden. Jedoch sank der Wohlstand des Ortes ab der Mitte des 18. Jahrhunderts trotz der Kanalisation des Thouet im Jahre 1741. Die Konzentration der Verwaltung in Saumur, die mit der Französischen Revolution erfolgte, reduzierte die Bedeutung des Ortes weiter.

### Neuzeit
Erst Ende des 19. Jahrhunderts wuchs Montreuil-Bellay über seine Stadtmauern hinaus. Es errang neue Bedeutung, als die Stadt durch neue Straßen mit Angers und Saumur (seit 1841) und Poitiers (seit 1855) verbunden wurde.
Ein Hochwasser beschädigte 1911 die Eisenbahnbrücke über den Thouet. Als am 23. September 1911 ein Personenzug die Brücke befuhr, gab einer der Brückenpfeiler nach und die beiden Lokomotiven und die nachfolgenden drei Wagen stürzten in den Fluss. 22 Tote und weitere 27 Verletzte waren die Folge dieses Unfalls.

### Konzentrationslager für Nichtsesshafte

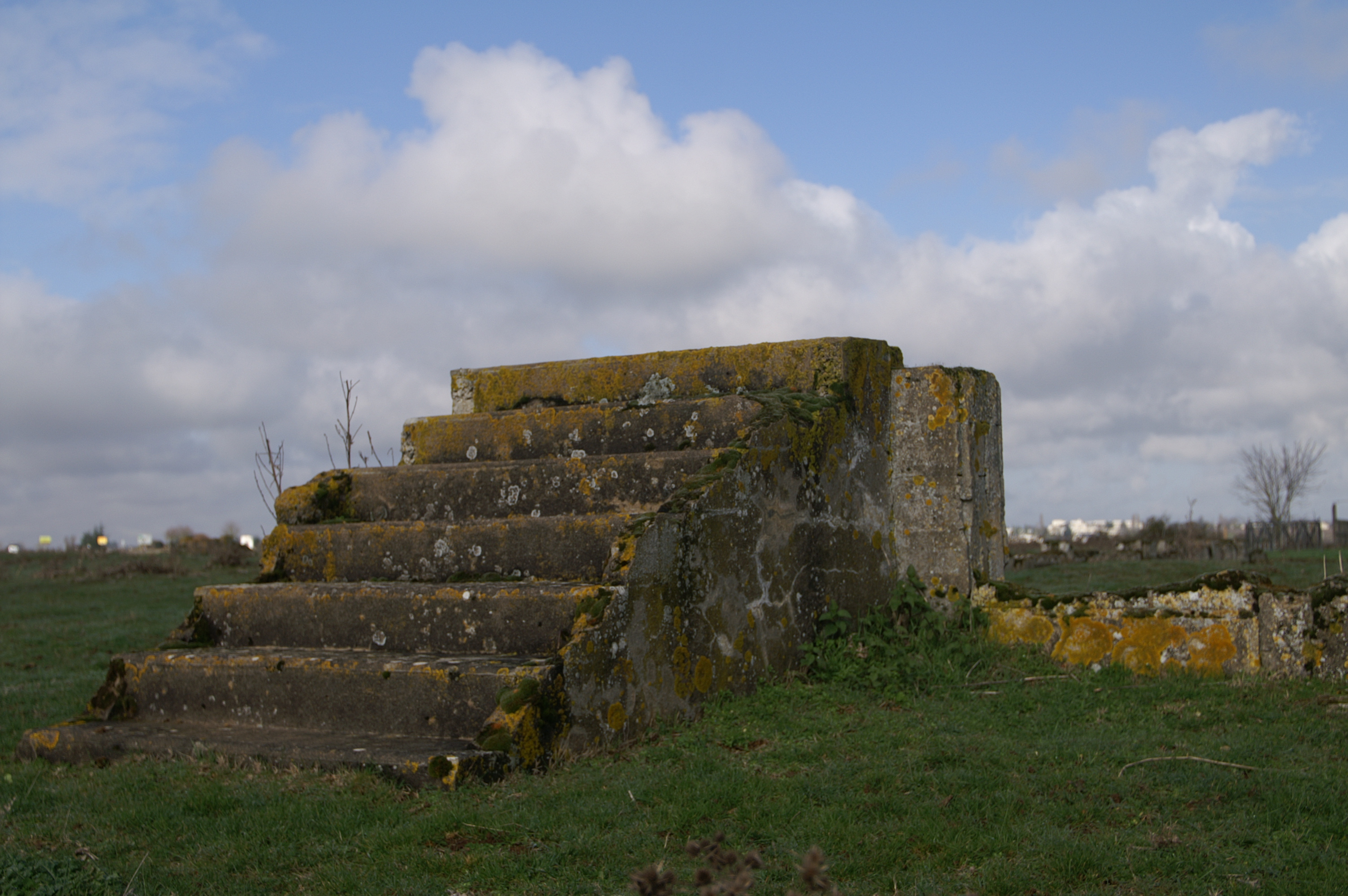
Überreste des Konzentrationslagers für Nichtsesshafte

Das Vichy-Regime richtete am 8. November 1941 in Bellay ein Konzentrationslager für Nichtsesshafte ein, genauer für Manouches (Personen ähnlich den Sinti, besonders aus dem Elsass), für Gitans, auch Tziganes (für Zigeuner) genannt, Jenische und Roma. Es existierte für diese Zielgruppen bis zum 16. Januar 1945, dann wurden übrig gebliebene Nichtsesshafte in zwei andere Lager deportiert. Die juristische Bezeichnung für sie lautete „Personen ohne festen Wohnsitz, Nomaden und Schausteller von der Art der Zigeuner“, es waren aber auch normale Bettler aus Nantes unter ihnen. Insgesamt wurden 3000 Personen in dieser Zeit inhaftiert; die höchste Belegung war im August 1942 mit 1096 Gefangenen.
Im Mai 1942 wurde das Internierungslager La Forge in Moisdon-la-Rivière geschlossen. 267 dort internierte Sinti und Roma, darunter 150 Kinder, wurden zunächst in das Internierungslager Mulsanne gebracht, und von dort aus dann nach Montreuil-Bellay. Viele der hier internierten Menschen konnten das Lager erst 1946 verlassen – zwei Jahre nach der Befreiung Frankreichs.
Nach dem Krieg wurde das Lager noch einige Zeit genutzt, um zivile deutsche Staatsangehörige zu internieren.
Von 2010 bis April 2016 gelang es regionalen Initiativen und Politikerinnen, die verwitterten Reste der Baracken zu konservieren, das Gelände zu vermessen und unter gesetzlichen Schutz zu stellen und eine Gedenkplakette anzubringen. Zeitzeugen kamen in Medien zu Wort.
Am 29. Oktober 2016 ließ die Administration François Hollande in Montreuil-Bellay eine nationale Gedenkveranstaltung aus Anlass der vor 70 Jahren erfolgten Schließung der letzten Konzentrations- und Internierungslager für Nomaden auf französischem Boden abhalten. Der Präsident weihte einen Gedenkstein ein. Hollande erkannte in seiner Rede als erster Spitzenpolitiker des Landes die Verantwortung der damaligen französischen Regierung für die Verfolgung und häufig daraus folgende Ermordung von Nichtsesshaften unter Vichy an; seine Ausführungen erinnerten die Öffentlichkeit an die gleichartigen Aussagen Jacques Chiracs zur Shoah von 1995, denen eine ähnliche historische Bedeutung, die eines Durchbruchs, zugemessen wird.

### Bevölkerungsentwicklung
| Jahr                       | 1962 | 1968 | 1975 | 1982 | 1990 | 1999 | 2006 | 2013 | 2022 |
| Einwohner                  | 2349 | 3086 | 3989 | 4093 | 4041 | 4112 | 4060 | 4030 | 3716 |
| Quellen: Cassini und INSEE |      |      |      |      |      |      |      |      |      |

## Sehenswürdigkeiten
- Kirche Notre-Dame
- Augustinerkloster
- Portale der alten Ortsbefestigung
- Schloss Montreuil-Bellay
- Schloss La Treille
- Schloss Coux
- Schloss La Salle
- Schloss Le Ruau
- Menhir Accomodement
- Menhir Pierre de Lenay
- zwei Wassertürme

Siehe auch: Liste der Monuments historiques in Montreuil-Bellay

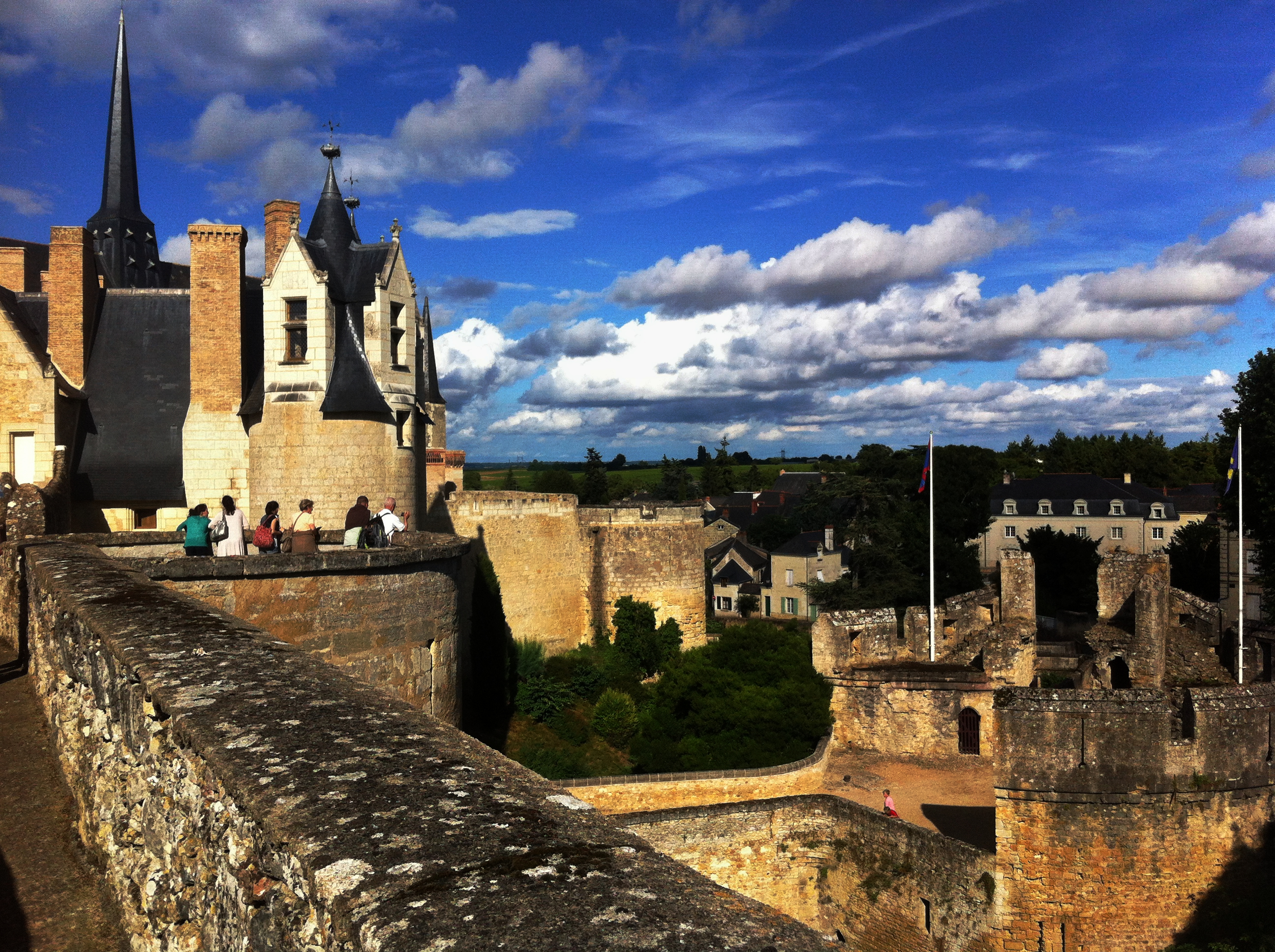
Schloss Montreuil-Bellay
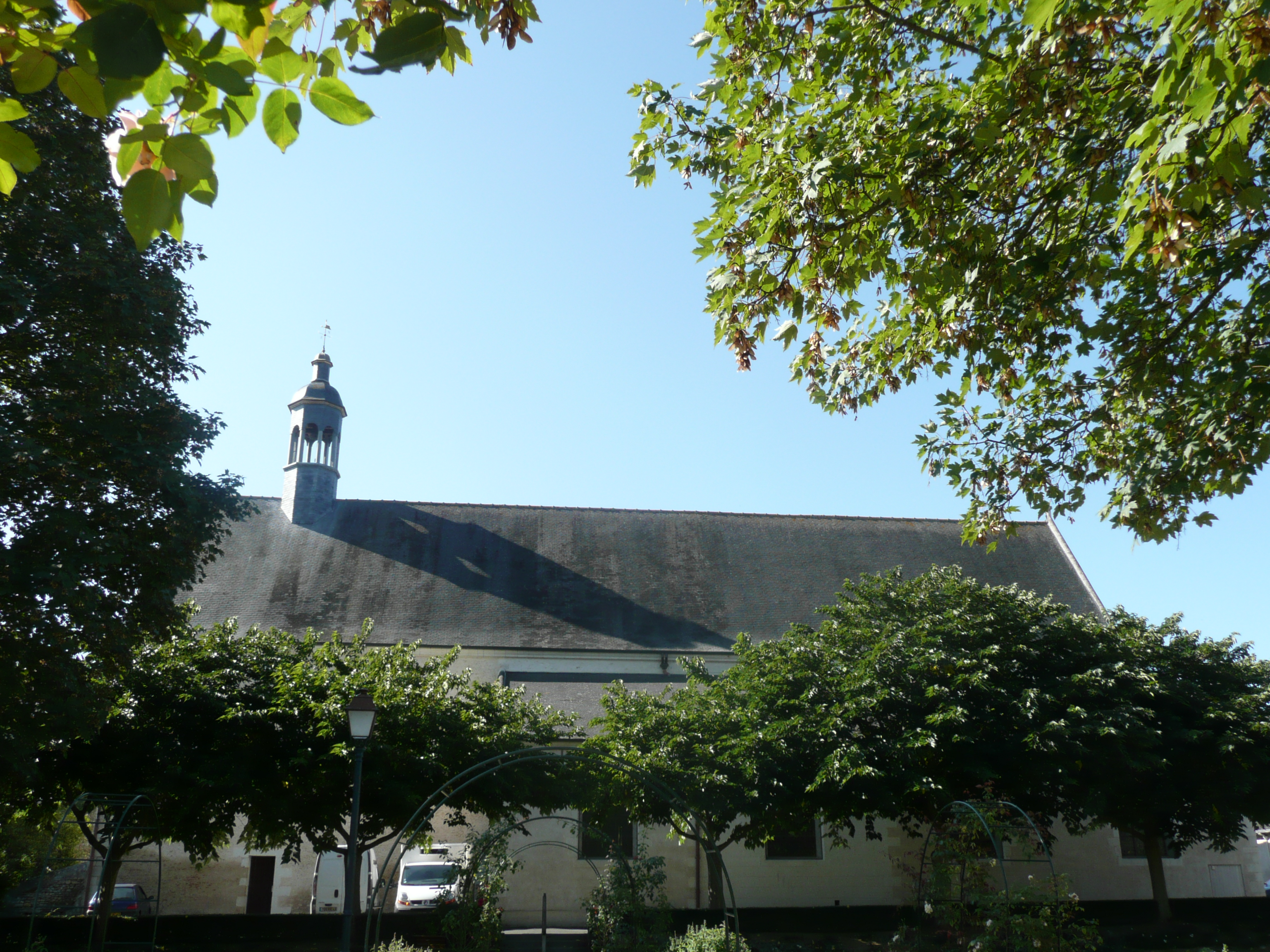
Augustinerkloster
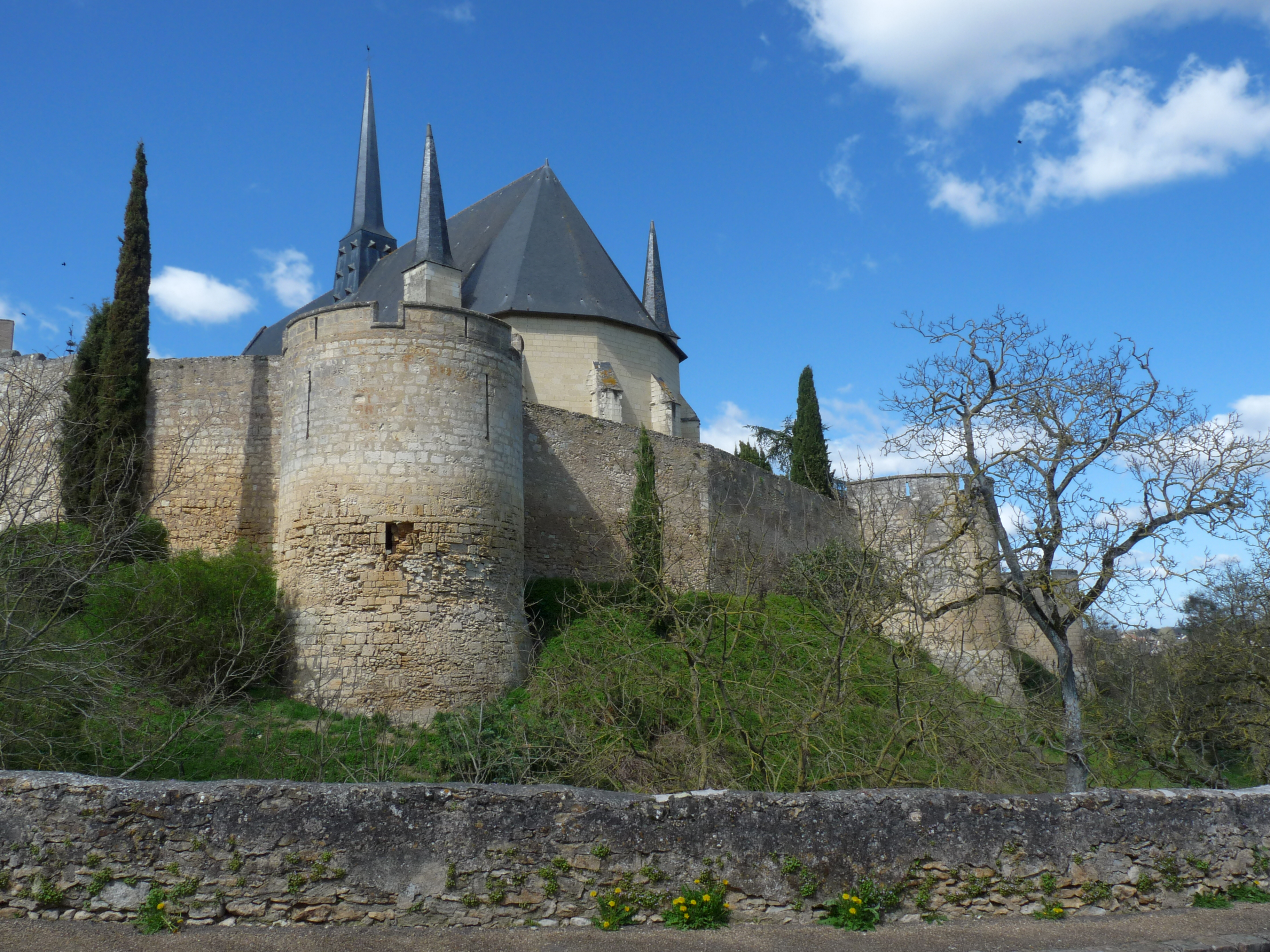
Kirche Notre-Dame
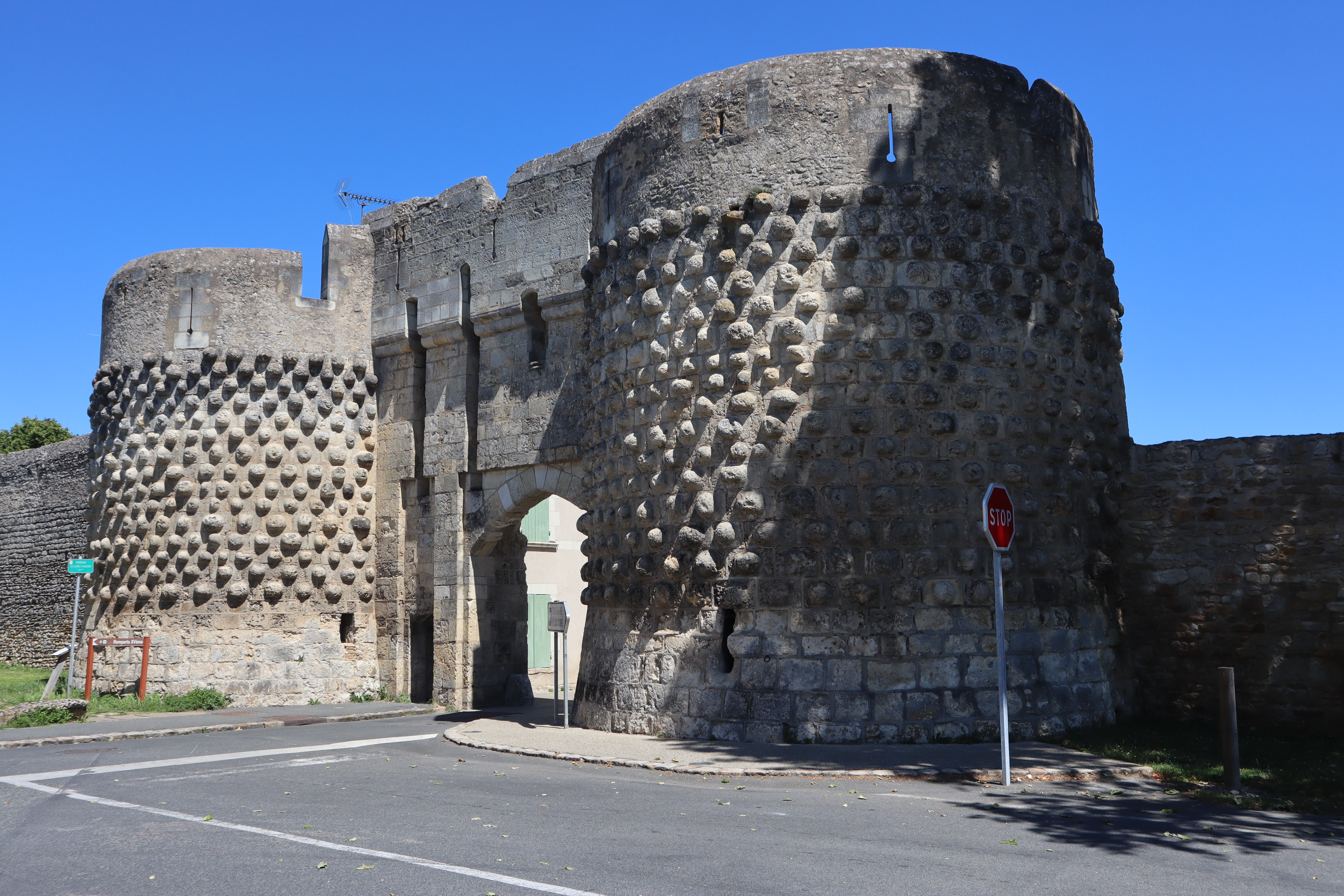
Porte Saint-Jean in der alten Ortsbefestigung
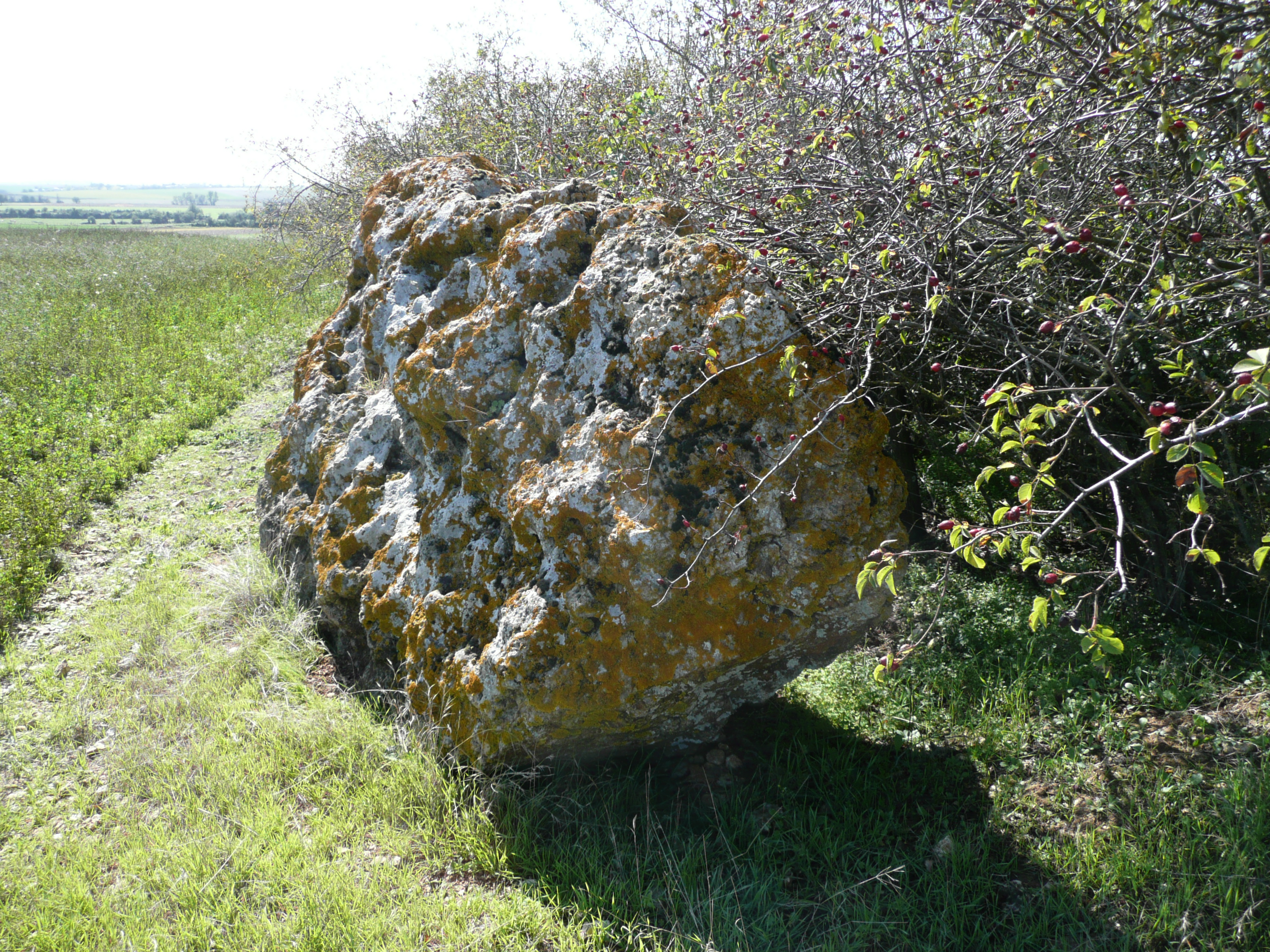
Menhir Accomodement
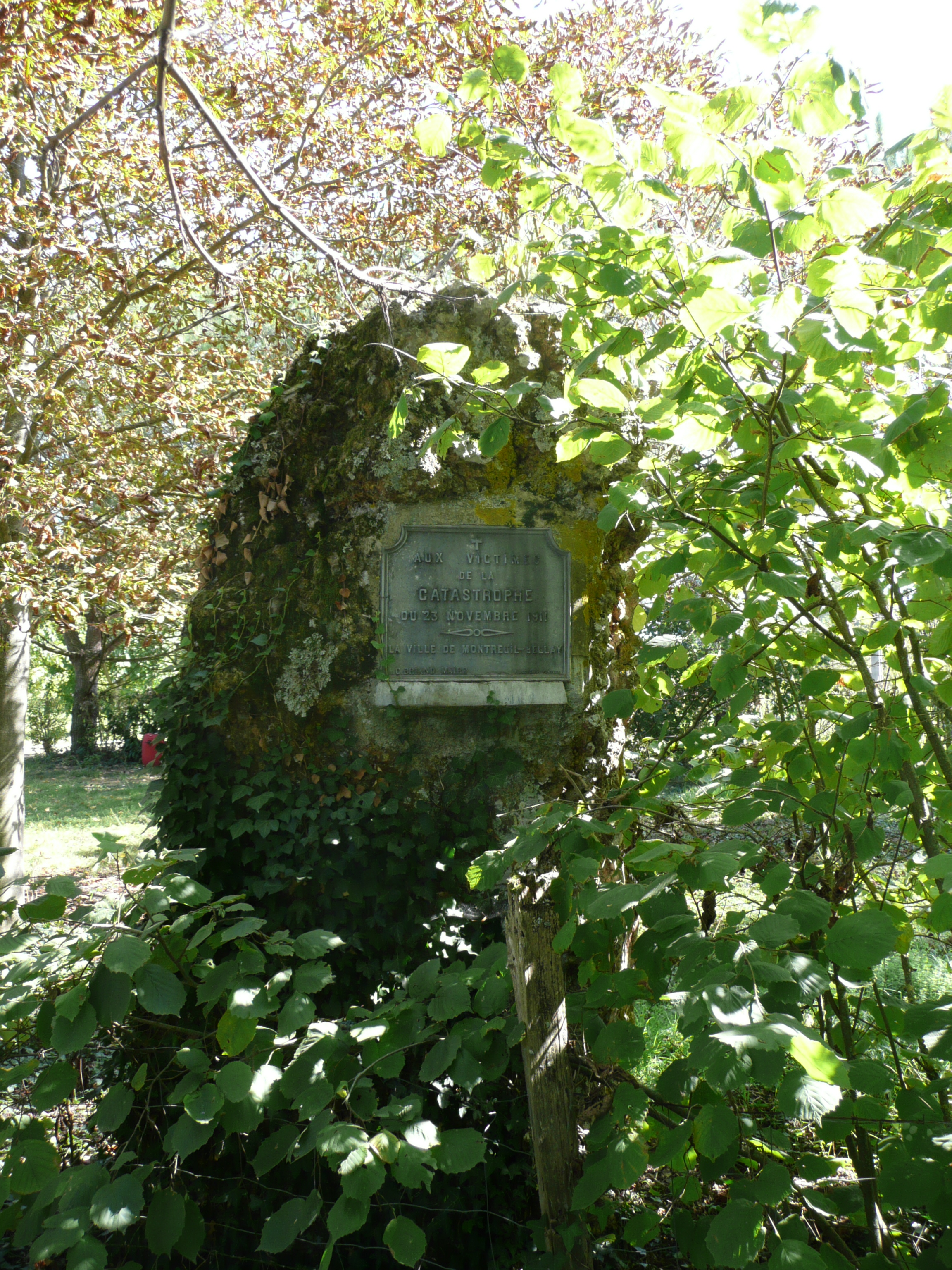
Menhir Pierre de Lenay
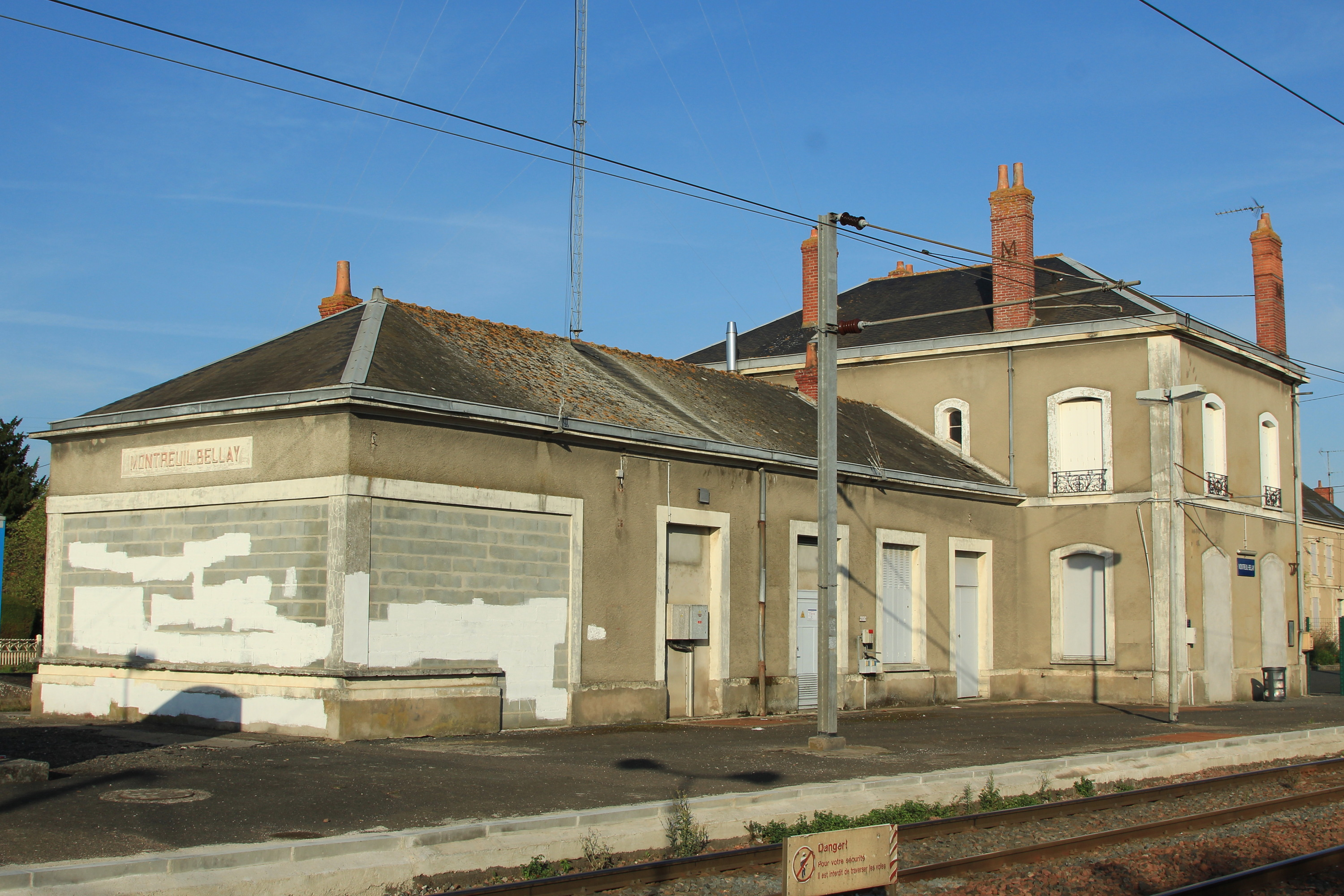
Bahnhof
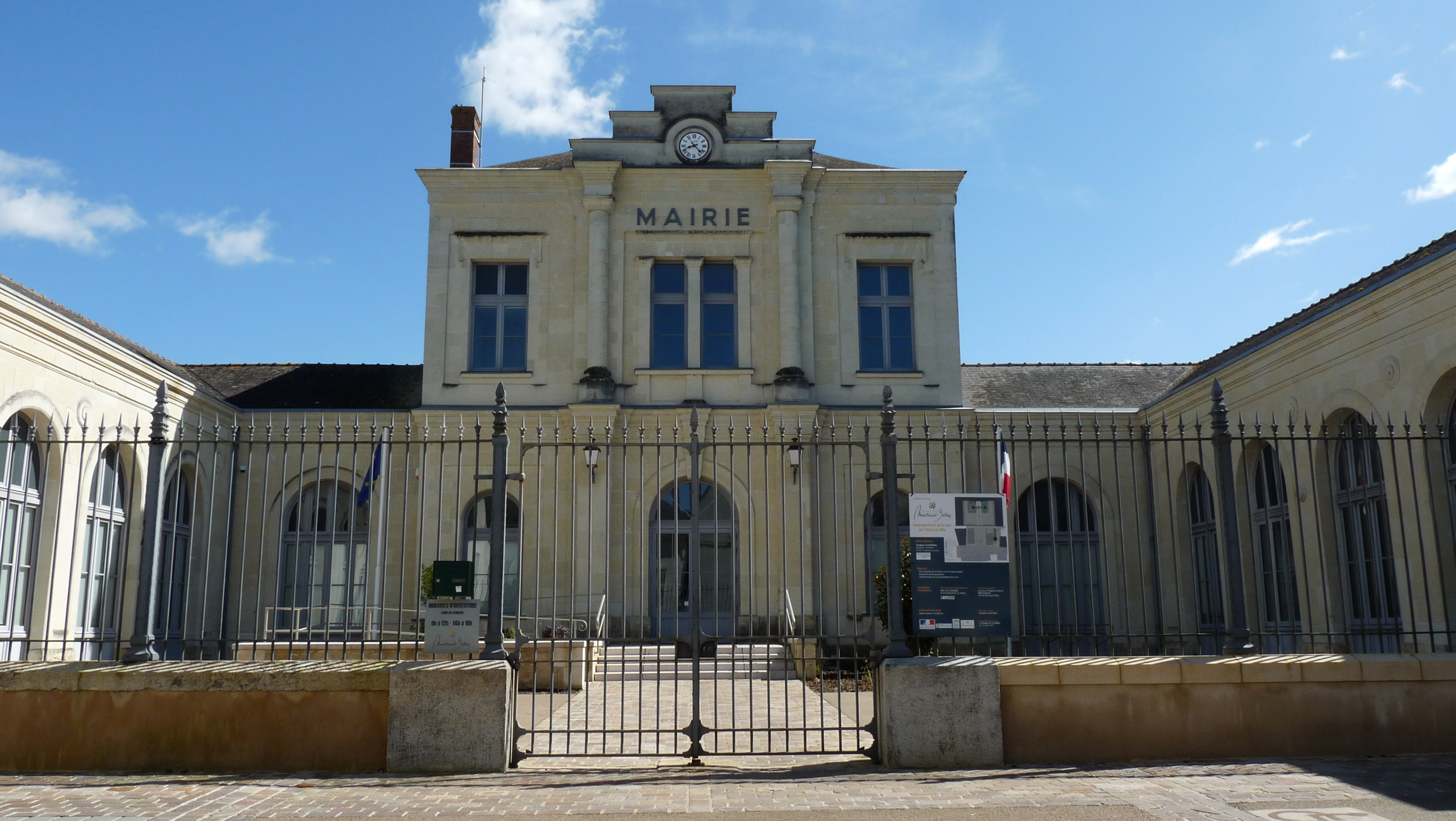
Mairie Montreuil-Bellay

## Weinbau
Die Reben in der Gemeinde gehören zum Weinbaugebiet Anjou.

## Persönlichkeiten
- Charles Dovalle (1807–1829), Dichter

## Belege
1. ↑   Peter W. B. Semmens: Katastrophen auf Schienen. Eine weltweite Dokumentation. Transpress, Stuttgart 1996, ISBN 3-344-71030-3, S. 40.
2. ↑   Elodie Berthaud:  Montreuil-Bellay, le camp où Vichy a intrné les Tsiganes classé monument historique vom 26. September 2010.
3. ↑  Le Camp de la Forge de Moisdon-la-Rivière. N'oublions pas, pour ne pas recommercer! (Das Camp de la Forge in Moisdon-la-Rivière. Vergessen wir nicht, damit wir es nicht noch einmal tun!), radio-aspic.net, 5. April 2009 (Artikel wurde zuerst am 10. April 2008 in der Zeitung Ouest-France - Edition Loire-Atlantique veröffentlicht.)
4. ↑   NN: La France admet sa responsabilité dans l’internement de Tsiganes de 1940 à 1946. In: Le Monde vom 29. Oktober 2016.